# Притури се планината
«Притури се планината», также «Prituri Se Planinata» (Обсыпалась гора) — болгарская народная песня, ставшая популярной в середине XX века после исполнения Стефки Саботиновой.

## История песни
Певица узнала эту песню от своей бабушки из Западной Фракии, хотя сама всё детство провела на равнине и не видела прежде гор. Аранжировку к песне составил Филип Кутев. Песня была награждена на радиоконкурсе народной музыки в Братиславе. Восхищённый песней Стефки Саботиновой, швейцарский продюсер Марсель Селие решил выпустить альбом с народными болгарскими песнями. В 1952 году он купил у болгарского радио ряд песен, и в 1975 году выпустил альбом «Мистерия болгарских голосов», включавший «Притури се планината» в современном переложении Жака Аноа. Это принесло песне и Стефке Саботиновой всемирную известность.
«Притури се планината» использовалась в кинематографе:
- 1989 — «Иисус из Монреаля»
- 1990 - "Савой"
- 2011 — «Неприкасаемые»
- 2012 — «Шаг вперёд 4»

## Сюжет
В песне говорится о силе материнской любви:
| Оригинал | Перевод |
| --- | --- |
| Притури се планината, Че затрупа два овчеря. Че затрупа два овчеря, Два овчеря — два другаря. Първи моли, пусни мене. Мене чака първо любе. Втори моли, пусни мене. Мене чака стара майка. Проговаря планината: Хей, ви вази два овчеря, Любе жали ден до пладне, Майка жали чак до гроба. | Обсыпалась гора И завалила двух пастухов, И завалила двух пастухов - Двух пастухов, двух друзей. Первый молит отпустить: «Возлюбленная ждёт меня». Второй молит отпустить: «Старушка-мать ждёт меня». Отвечала им гора: «Ой, вы, два пастуха, Любимая страдает с утра до полудня, Мать страдает до гроба». |